# Ebaeides perakensis
Ebaeides perakensis là một loài bọ cánh cứng trong họ Cerambycidae.